# 映写技師は見ていた
『映写技師は見ていた』（えいしゃぎしはみていた、The Inner Circle）は、1991年制作のアメリカ映画。監督はアンドレイ・コンチャロフスキー。原題は“同志”という意味。
この映画は、ヨシフ・スターリンの私的な映写技師にしてKGB将校でもあったアレクサンドル・ガンシンを中心にしてスターリン時代のソ連を描いている。物語は1939年から始まり、スターリンの死んだ1953年で幕を閉じる。
なお、この映画はアメリカのほかにロシアやイタリアも製作に関わっており、登場人物の殆どはロシア人ながら、作中の言語は英語になっている。
第42回ベルリン国際映画祭でノミネートを受けた。

## キャスト
- イヴァン・サンシン（ガンシンがモデル）：トム・ハルス
- アナスタシア（イヴァンの妻）：ロリータ・ダヴィドヴィッチ
- ラヴレンチー・ベリヤ：ボブ・ホスキンス
- ヨシフ・スターリン：アレクサンドル・ズブルーエフ
- フェオドール・シャリアピン・Jr
- ベス・メイヤー
- マーラ・バラノヴァ
- イリーナ・クプチェンコ